# インフィデル
『インフィデル』（Infidels）は、1983年にリリースされボブ・ディラン22枚目のスタジオ・アルバム。ビルボード200チャートで最高20位、全英アルバム・チャートで9位を記録した。RIAAによりゴールド・ディスク認定されている。

## 解説
プロデュースは、当初ダイアー・ストレイツのギタリストとしても有名なマーク・ノップラーが手掛けていたがレコーディングが長引きノップラーが自身のバンドのツアーに戻らざるを得ず、残されたテープをディラン自身が仕上げた。ノップラーは後に「あのアルバムは自分が最後まで手掛けていればもっとよいものになった」と発言したとされる。

## 収録曲
全曲ボブ・ディラン作詞・作曲

### Side 1
1. ジョーカーマン - Jokerman – 6:12
2. スウィートハート - Sweetheart Like You – 4:31
3. ネイバーフッドの暴れ者 - Neighborhood Bully – 4:33
4. ライセンス・トゥ・キル - License to Kill – 3:31

### Side 2
1. マン・オブ・ピース - Man of Peace – 6:27
2. ユニオン・サンダウン - Union Sundown – 5:21
3. アイ・アンド・アイ - I and I – 5:10
4. ドント・フォール・アパート・オン・ミー・トゥナイト - Don't Fall Apart on Me Tonight – 5:54

Sweetheart Like Youの歌詞中のWhat's a sweetheart Like You Doing in a dump Like This?は映画『君のような素敵な娘がこんなところで何してるの? 』英: What's a Nice Girl Like You Doing in a Place Like This?)の引用。

## アウトテイク
シングル・カットは国によって異なるが、日本盤『スウィートハート』B面「エンジェル・フライング・トゥー・クロース・トゥ・ザ・グラウンド」は、アルバム未収録。同レコーディング・セッションで録音された「サムワンズ・ゴッタ・ア・ホールド・オブ・マイ・ハート」（『エンパイア・バーレスク』（1985年）収録「タイト・コネクション」初期バージョン）、「テル・ミー」、「ロード・プロテクト・マイ・チャイルド」、「フット・オブ・プライド」、「ブラインド・ウィリー・マクテル」が、『ブートレッグ・シリーズ第1〜3集』（1991年）に収録された。

## 参加ミュージシャン
- ボブ・ディラン - ギター、ハーモニカ、キーボード、ボーカル
- Sly Dunbar - ドラムス、パーカッション
- ロビー・シェイクスピア - ベース
- ミック・テイラー - ギター
- マーク・ノップラー - ギター
- Alan Clark - キーボード
- Clydie King - ボーカル（「ユニオン・サンダウン」）

## リリース
日本
| 日付           | レーベル  | フォーマット | カタログ番号 | 付記                                 |
| -------------- | --------- | ------------ | ------------ | ------------------------------------ |
| 1983年         | CBSソニー | LP           | 25AP 2690    | 掛帯                                 |
| 1991年12月1日  | ソニー    | CD           | SRCS-6172    | NICE PRICE LINE                      |
| 2003年12月17日 | ソニー    | SACD HYBRID  | MHCP-10014   | デジタル・リマスター                 |
| 2004年9月23日  | ソニー    | CD           | MHCP-381     | 2003年デジタル・リマスター、紙ジャケ |
| 2005年9月21日  | ソニー    | CD           | MHCP-815     | 2003年デジタル・リマスター           |